# Cenocoelius analis
Cenocoelius analis är en stekelart som först beskrevs av Christian Gottfried Daniel Nees von Esenbeck 1834.  Cenocoelius analis ingår i släktet Cenocoelius och familjen bracksteklar. Enligt den finländska rödlistan är arten otillräckligt studerad i Finland. Arten är reproducerande i Sverige. Artens livsmiljö är moskogar. Inga underarter finns listade.